# Karosa B 951

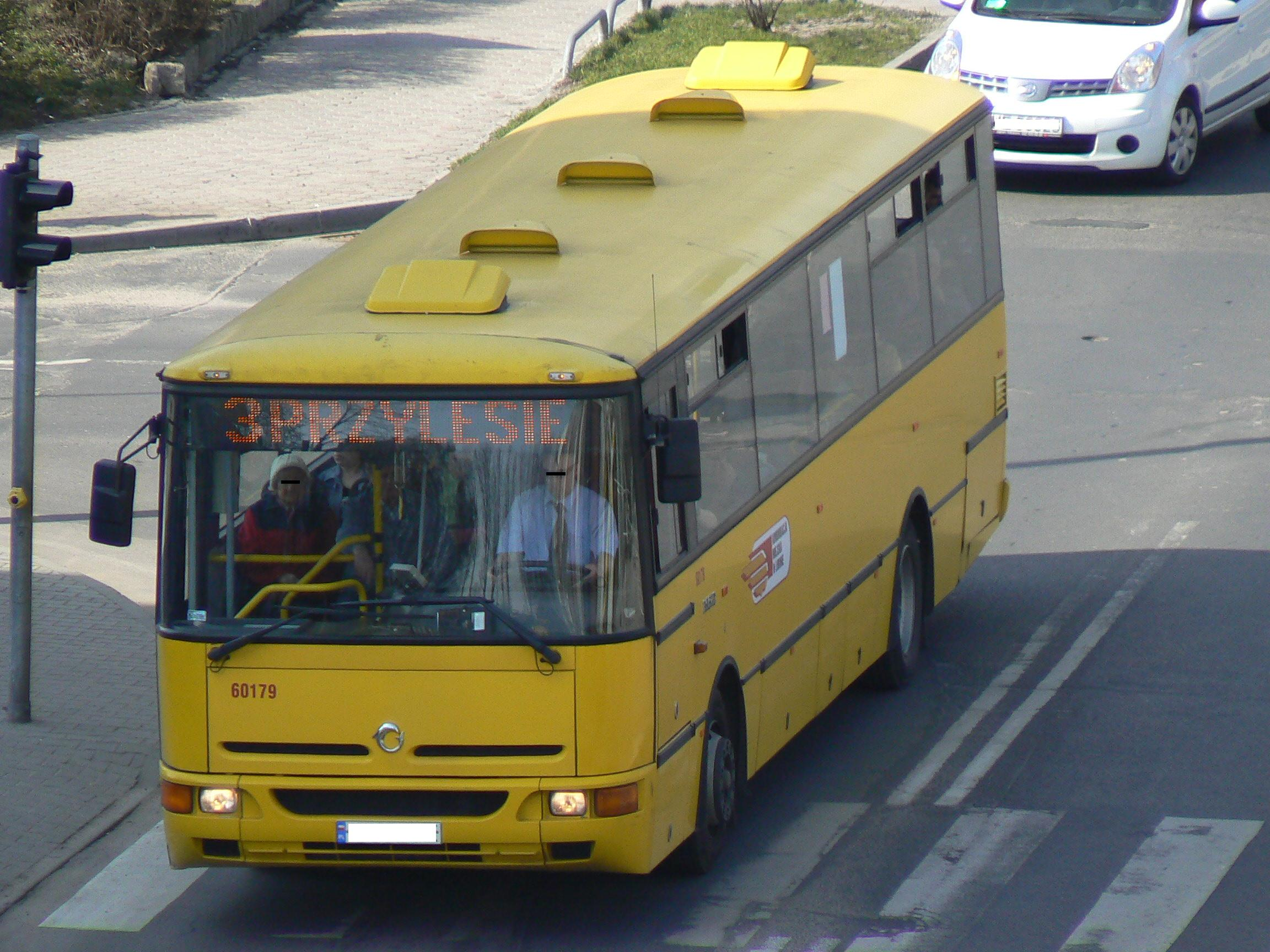
Karosa B 951E

Karosa B 951 — городской автобус, выпускавшийся заводом Karosa в 2001—2007 годах (с 2003 года — модификация B951E). Пришёл на смену автобусу Karosa B931. Вытеснен с конвейера моделью Irisbus Citelis. 

## Описание
Автобус Karosa B 951 является производной моделью от Karosa B931 и унифицирован с моделями Karosa B952 и Karosa B961. Кузов автобуса полусамонесущий, рамный. Двигатель расположен сзади.
Подвеска автобуса пневматическая. Вход в салон производится через три входные двери выдвижного типа, причём передняя более узкая, чем средняя и задняя. В салоне автобуса присутствуют пластиковые сидения Vogelsitze или Ster.
Напротив средней двери присутствует место для колясок.
С 2003 года производилась модернизированная модификация Karosa B 951E.

## Модификации
- Karosa B 951.1713, B 951E.1713 — трансмиссия Voith.
- Karosa B 951.1715 — трансмиссия ZF.